# Maattijärvet (Karesuando socken, Lappland, 758698-178519)
Maattijärvet är en sjö i Kiruna kommun i Lappland och ingår i Torneälvens huvudavrinningsområde. Sjön har en area på 0,0893 kvadratkilometer och ligger 357,7 meter över havet.

## Delavrinningsområde
Maattijärvet ingår i det delavrinningsområde (758721-178569) som SMHI kallar för Ovan Suijajoki. Medelhöjden är 357 meter över havet och ytan är 8,35 kvadratkilometer. Räknas de 19 avrinningsområdena uppströms in blir den ackumulerade arean 205,05 kvadratkilometer. Luongasjoki som avvattnar avrinningsområdet har biflödesordning 3, vilket innebär att vattnet flödar genom totalt 3 vattendrag innan det når havet efter 403 kilometer. Avrinningsområdet består mestadels av skog (66 procent) och sankmarker (30 procent). Avrinningsområdet har 0,29 kvadratkilometer vattenytor vilket ger det en sjöprocent på 3,5 procent.